# La Paz (Déli-Alsó-Kalifornia)
La Paz Mexikó Déli-Alsó-Kalifornia államának fővárosa, a La Paz-i egyházmegye püspöki székvárosa. Lakossága 2010-ben kb. 215 000 fő volt. Nevének jelentése a béke.

## Földrajz

### Fekvése
A város a Kaliforniai-félsziget déli (de nem legdélebbi) részén fekszik, a La Paz-i öböl partján. Területe a parttól délkeleti irányban emelkedik, a szélső utcák a tenger szintje felett mintegy 50 méterrel húzódnak, de van néhány magasabb hegy is a település határában, itt a lakott területek a 100 méter feletti magasságot is elérik.

### Éghajlat
A város éghajlata forró és száraz. Minden hónapban mértek már legalább 35 °C-os hőséget, a rekord pedig elérte a 43 °C-ot is. Az átlagos hőmérsékletek a januári 17,4 és az augusztusi 30,2 fok között váltakoznak, fagy nem fordul elő. Az évi átlagosan 169 mm csapadék időbeli eloszlása nagyon egyenetlen: a augusztusban és szeptemberben két hónap alatt lehull az éves mennyiség több mint 55%-a.
| Hónap                                   | Jan. | Feb. | Már. | Ápr. | Máj. | Jún. | Júl. | Aug. | Szep. | Okt. | Nov. | Dec. | Év   |
| --------------------------------------- | ---- | ---- | ---- | ---- | ---- | ---- | ---- | ---- | ----- | ---- | ---- | ---- | ---- |
| Rekord max. hőmérséklet (°C)            | 35,2 | 37,4 | 38,2 | 41,0 | 41,0 | 43,0 | 43,0 | 42,5 | 42,5  | 40,0 | 38,5 | 36,0 | 43,0 |
| Átlagos max. hőmérséklet (°C)           | 23,6 | 24,9 | 27,3 | 30,3 | 33,4 | 35,6 | 36,6 | 36,2 | 35,0  | 32,6 | 28,3 | 24,4 | 30,7 |
| Átlaghőmérséklet (°C)                   | 17,4 | 18,1 | 19,7 | 22,1 | 24,5 | 27,1 | 29,7 | 30,2 | 29,3  | 26,2 | 22,0 | 18,6 | 23,8 |
| Átlagos min. hőmérséklet (°C)           | 11,2 | 11,3 | 12,1 | 13,9 | 15,7 | 18,6 | 22,9 | 24,1 | 23,6  | 19,9 | 15,7 | 12,8 | 16,8 |
| Rekord min. hőmérséklet (°C)            | 2,0  | 2,5  | 3,0  | 4,5  | 8,5  | 10,0 | 15,0 | 16,0 | 16,0  | 10,0 | 6,5  | 2,0  | 2,0  |
| Átl. csapadékmennyiség (mm)             | 14   | 5    | 2    | 1    | 1    | 1    | 15   | 37   | 58    | 12   | 7    | 15   | 169  |
| Forrás: Servicio Meteorológico Nacional |      |      |      |      |      |      |      |      |       |      |      |      |      |

## Népesség
A város népessége igen gyorsan nő:
| Év   | Lakosság |
| ---- | -------- |
| 1990 | 137 641  |
| 1995 | 154 314  |
| 2000 | 162 954  |
| 2005 | 189 176  |
| 2010 | 215 178  |

## Története
Az öbölbe, ahol ma a város fekszik, 1535-ben érkezett meg Hernán Cortés három hajójával, a San Lázaro, a Santa Agueda és a Santo Tomás nevűekkel. Ő az öbölnek a Santa Cruz nevet adta, a La Paz elnevezés 1596-ból, Sebastián Vizcaínótól származik. 1616-ban holland kalózok két hajója is kikötött itt.
1683-ban Isidro de Atondo y Antillón II. Károly spanyol király nevében birtokba vette és Puerto de Nuestra Señora de La Paznak keresztelte el a települést. 1720-ban a jezsuita Juan de Ugarte és Jaime Bravo alapított itt missziót, majd 1830-ban a Kaliforniák fővárosává tették Manuel Victorio ezredes vezetésével. 1847-ben, az amerikaiak ellen vívott háborúban az ellenség ellenállás nélkül vette be a kikötőt, majd 1853-ban William Walker támadta meg és foglalta el a környező területekkel együtt, ezután pedig kikiáltotta a független Alsó-Kaliforniai Köztársaságot, ami azonban hamar elbukott.
Az önálló La Paz községet 1972-ben állították vissza, majd amikor Déli-Alsó-Kalifornia önálló állammá vált, fővárosát ide helyezték, de 1981-ben a községet két részre osztották: ekkor jött létre Los Cabos község.

## Turizmus, látnivalók
Értékes műemlék az 1720-ban alapított misszió helyén álló, 1861 és 1865 között épült Béke Királynője-székesegyház és a községi palota, a Jesús Castro Agúndezről elnevezett kulturális komplexumban pedig színház is működik. 1981-ben nyílt meg a regionális történelmi és embertani múzeum, amelynek két fő termében régészeti leleteket és művészeti alkotásokat állítottak ki. 1860-ban épült fel a La Perla de La Paz nevű bevásárlóközpont, ami azonban 2006-ban leégett. Ma csak egyetlen fala áll, amit műemléki értéke miatt nem is bontanak le.
Minden év január 24-én a város védőszentjét, május 13-án pedig alapítását ünneplik meg.